# Каховське шосе (Мелітополь)
Каховське шосе — шосе в Мелітополі. Починається від вулиці Івана Алексєєва (на перехресті з вулицею Леваневського). Перетинає залізницю Харків — Крим, на коловому перехресті з'єднується з об'їзною, що йде з Нового Мелітополя і виходить із міста у напрямку Каховки. Шосе проходить автодорога М-14 «Одеса — Мелітополь — Новоазовськ».
Майже повністю зайнято промисловою зоною.

## Назва
Свою назву шосе отримало через те, що є південним виїздом з Мелітополя у бік міста Каховки (Херсонська область).
У свою чергу, Каховку названо на честь російського генерала та губернатора Михайла Каховського (1734—1800).

## Історія
Вже на початку XX століття на місці нинішнього шосе проходила дорога з Мелітополя на Каховку. Перша відома згадка Каховської дороги у міській топоніміці датується 1926 роком (згадується у реєстраційному списку земельних ділянок). Примітно, що на той час сучасна вулиця Івана Алексєєва, продовженням якої є Каховське шосе, називалася Каховською вулицею.
Під час Великої Вітчизняної війни, згідно з німецькими картами 1943 року, на початку шосе розташовувалися городи приватного сектору сучасної вулиці Леваневського. Починаючи від залізничного переїзду і далі у бік міста, вздовж шосе були висаджені лісові смуги.
У 1954 році в протоколі засідання міськвиконкому Каховське шосе вперше згадується під своєю назвою.
У 1964 році комплекс кольороволиварних цехів Мелітопольського моторного заводу, що будується в районі Каховського шосе, був виділений в самостійне підприємство — «Автоцветлит». Зараз ім'ям цього заводу називається кінцева зупинка маршруток і весь промисловий район на схід від Каховського шосе.
У період незалежності України довгі роки на шосе не було вуличного освітлення, і лише наприкінці 2011 — на початку 2012 року непрацюючі ліхтарі були відновлені.

## Транспорт
У районі заводу «Автоцвітліт» знаходиться однойменна кінцева зупинка міських автобусів.
Маршрути:
- № 1А (залізничний вокзал — Автоцветліт);
- № 6 (Моторний завод — Автоцветліт);
- № 6А (завод «Рефма» — Автоцветліт);
- № 14 (Лісопарк — Автоцветліт);
- № 24А (Північний Переїзд — Автоцветліт);
- № 31 (Міжрайбаза — Автоцветліт).

## Об'єкти
- Завод «Автоцветлит»: алюмінієве, магнієве, сталеве та чавунне лиття (Каховське шосе, 27)[6].
- Агрофірма «Овочевод»: тепличний комбінат, грибний комплекс, сад, що плодоносить (Каховське шосе, 25)[7].
- ВАТ «Завод залізобетонних виробів № 5» (Каховське шосе, 20).
- Госпрозрахунковий підрозділ заводу «АвтоЗАЗ-Мотор»: випуск двигунів та коробок передач для легкових автомобілів (Каховське шосе, 17).
- ТОВ «Магніт»: продаж будматеріалів (Каховське шосе, 14).
- Мелітопольський інститут державного та муніципального управління Класичного приватного університету (Каховське шосе, 8/2)[8].
- Група компаній «Піщемаш»: лінії розливу харчових напоїв (Каховське шосе, 8)[9].
- ТОВ «Таврійська ливарна компанія ТАЛКО»: алюмінієве та сталеве лиття, механозбірний цех (Каховське шосе, 4)[10].
- ТОВ «МПІ-АГРО» / ТМ «Русь»: ремкомплекти, запчастини до сільськогосподарської техніки (Каховське шосе, 3/5)[11].
- ПП «Авто-Дизель Сервіс»: вантажоперевезення (Каховське шосе, 2).

## Цікаві факти
- У різні роки в Мелітополі 5 інших вулиць та провулків називалися Каховськими . Тепер у місті залишилася тільки одна «тезка» шосе — вулиця Каховська[2].

## Галерея
|                 |               |                                              |                                   |
| виставка-продаж | зупинка «ЗБК» | вказівник на поворот до заводу «Автоцвітліт» | південний переїзд через залізницю |